# Siegfried Ortloff
Siegfried Ortloff (* 31. Mai 1915; † 31. August 1999) war ein deutscher Politiker (SPD) und Mitarbeiter des SPD-Parteivorstands. In den 1950er-Jahren wurde er als Informant für den Bundesnachrichtendienst rekrutiert und lieferte vertrauliche Informationen aus der SPD-Spitze an die Bundesregierung unter Konrad Adenauer.

## Biografie

### Frühes Leben und Widerstand
Ortloff wurde 1915 geboren und engagierte sich bereits in den 1930er-Jahren in der Sozialistischen Arbeiter-Jugend, dem Jugendverband der SPD. Aufgrund seiner politischen Aktivitäten im Widerstand gegen das NS-Regime wurde er Mitte der 1930er-Jahre zu zwei Jahren Jugendhaft verurteilt. Nach seiner Freilassung gelang ihm die Flucht über Prag nach Schweden.

### Rückkehr nach Deutschland und Tätigkeit in der SPD
Im Jahr 1946 kehrte Ortloff nach Deutschland zurück und wurde von Erich Ollenhauer in das „Büro Schumacher“ in Hannover berufen. Dort war er für den SPD-Parteivorstand tätig und übernahm Aufgaben im Bereich der Sicherheitsdienste sowie der Kommunistenabwehr. Innerhalb der Partei galt Ortloff als loyaler Vertrauter der traditionellen Parteiführung und stand den reformorientierten Strömungen eher kritisch gegenüber.

### Spionagetätigkeit
1953 wurde Ortloff von seinem Parteifreund Siegfried Ziegler, einem Mitarbeiter der Organisation Gehlen (dem Vorläufer des BND), als Informant angeworben. In den folgenden Jahren lieferte Ortloff nahezu 500 vertrauliche Berichte aus dem SPD-Parteivorstand an den BND. Diese Informationen gelangten über Ziegler und Reinhard Gehlen an Hans Globke, den ehemaligen Chef des Bundeskanzleramts, und schließlich an Bundeskanzler Konrad Adenauer. Die Berichte umfassten interne Diskussionen über Wahlkampfstrategien, Personalentscheidungen und programmatische Ausrichtungen der SPD. Die genauen Beweggründe Ortloffs für seine Zusammenarbeit mit dem BND sind nicht eindeutig geklärt. Der Historiker Klaus-Dietmar Henke führt in einem Interview mit der Zeit jedoch verschiedene Hypothesen an: Ortloff sei „dezidierter Antikommunist“ gewesen und habe sich durch die Kooperation möglicherweise einen Karrieresprung erhofft.
Über Jahrzehnte blieb Ortloffs Tätigkeit als Informant unbekannt. Erst durch die Forschungen von Klaus-Dietmar Henke und der Auswertung bislang unzugänglicher Akten der Konrad-Adenauer-Stiftung wurde das Ausmaß der Ausspähung der SPD-Führung im Jahr 2022 bekannt. Henke bezeichnete die Operation als das „Super-Watergate der jungen Bundesrepublik“.

### Tod
Ortloff verstarb am 31. August 1999 im Alter von 84 Jahren und wurde in Bonn beigesetzt.